# Premiership Rugby (2005/2006)
English Premiership 2005/2006 – dziewiętnasta edycja Premiership, najwyższego poziomu rozgrywek w rugby union w Anglii. Organizowane przez Rugby Football Union zawody odbyły się w dniach 2 września 2005 – 27 maja 2006 roku, a tytułu bronił zespół London Wasps.
Rozgrywki toczyły się w pierwszej fazie systemem ligowym w okresie jesień-wiosna, a czołowa czwórka awansowała do półfinałów. Tytuł mistrzowski zdobył zespół Sale Sharks.

## Faza grupowa
| 2 września 200520:00 | Sale Sharks                                    | 26:25 | Newcastle Falcons                                                                       | Edgeley Park, Stockport Widzów: 10546 Sędzia: Tony Spreadbury |
| 2 września 200520:00 | Charlie Hodgson 21 (P 2pd 4K) Mark Cueto 5 (P) | 26:25 | Anthony Elliott 10 (2P) Dave Walder 2 (pd) Jonny Wilkinson 8 (pd dg K) Matt Burke 5 (P) | Edgeley Park, Stockport Widzów: 10546 Sędzia: Tony Spreadbury |
| 2 września 200520:00 | Jason White                                    | 26:25 |                                                                                         | Edgeley Park, Stockport Widzów: 10546 Sędzia: Tony Spreadbury |

| 3 września 200514:00 | London Wasps                                                       | 23:11 | Saracens                               | Twickenham Stadium Londyn Widzów: 35000 Sędzia: David Rose |
| 3 września 200514:00 | Fraser Waters 5 (P) Mark van Gisbergen 13 (2pd 3K) Tom Voyce 5 (P) | 23:11 | Ben Skirving 5 (P) Glen Jackson 6 (2K) | Twickenham Stadium Londyn Widzów: 35000 Sędzia: David Rose |
| 3 września 200514:00 | Kevin Yates                                                        | 23:11 |                                        | Twickenham Stadium Londyn Widzów: 35000 Sędzia: David Rose |

| 3 września 200515:00 | Leicester Tigers | 32:0 | Northampton Saints | Welford Road, Leicester Widzów: 16815 Sędzia: Roy Maybank |
| 3 września 200515:00 | Alesana Tuilagi 5 (P) Andy Goode 7 (2pd K) Dan Hipkiss 5 (P) Jim Hamilton 5 (P) Michael Holford 5 (P) Tom Varndell 5 (P) | 32:0 |                    | Welford Road, Leicester Widzów: 16815 Sędzia: Roy Maybank |
| 3 września 200515:00 | Tom Smith | 32:0 |                    | Welford Road, Leicester Widzów: 16815 Sędzia: Roy Maybank |

| 3 września 200516:20 | Leeds Tykes                        | 11:27 | London Irish                                                                                           | Twickenham Stadium Londyn Widzów: 35000 Sędzia: Sean Davey |
| 3 września 200516:20 | Gordon Ross 6 (2K) Tom Biggs 5 (P) | 11:27 | Barry Everitt 7 (2pd K) Delon Armitage 5 (P) Justin Bishop 5 (P) Kieron Dawson 5 (P) Rodd Penney 5 (P) | Twickenham Stadium Londyn Widzów: 35000 Sędzia: Sean Davey |
| 3 września 200516:20 | Mike Collins                       | 11:27 | | Twickenham Stadium Londyn Widzów: 35000 Sędzia: Sean Davey |

| 4 września 200513:00 | Bristol                                     | 19:16 | Bath                                                           | Memorial Stadium, Bristol Widzów: 11760 Sędzia: Dave Pearson |
| 4 września 200513:00 | Jason Strange 14 (pd 4K) Lee Robinson 5 (P) | 19:16 | Chris Malone 3 (dg) Frikkie Welsh 5 (P) Olly Barkley 8 (pd 2K) | Memorial Stadium, Bristol Widzów: 11760 Sędzia: Dave Pearson |
| 4 września 200513:00 | Mark Denney                                 | 19:16 |                                                                | Memorial Stadium, Bristol Widzów: 11760 Sędzia: Dave Pearson |

| 4 września 200515:00 | Worcester Warriors  | 15:15 | Gloucester                 | Sixways Stadium, Worcester Widzów: 9728 Sędzia: Ashley Rowden |
| 4 września 200515:00 | James Brown 15 (5K) | 15:15 | Ludovic Mercier 15 (dg 4K) | Sixways Stadium, Worcester Widzów: 9728 Sędzia: Ashley Rowden |

| 10 września 200514:15 | Bath                          | 9:17 | Northampton Saints                        | The Recreation Ground, Bath Widzów: 10060 Sędzia: David Rose |
| 10 września 200514:15 | Olly Barkley 9 (3K)           | 9:17 | Bruce Reihana 12 (4K) Seamus Mallon 5 (P) | The Recreation Ground, Bath Widzów: 10060 Sędzia: David Rose |
| 10 września 200514:15 | Danny Grewcock · Salesi Finau | 9:17 | Daniel Browne                             | The Recreation Ground, Bath Widzów: 10060 Sędzia: David Rose |

| 10 września 200514:45 | London Wasps                                    | 29:29 | Leicester Tigers                                            | Adams Park, High Wycombe Widzów: 8459 Sędzia: Dave Pearson |
| 10 września 200514:45 | Mark van Gisbergen 19 (2pd 5K) Tom Rees 10 (2P) | 29:29 | Andy Goode 19 (2pd 5K) Harry Ellis 5 (P) Tom Varndell 5 (P) | Adams Park, High Wycombe Widzów: 8459 Sędzia: Dave Pearson |
| 10 września 200514:45 | Shane Jennings                                  | 29:29 |                                                             | Adams Park, High Wycombe Widzów: 8459 Sędzia: Dave Pearson |

| 10 września 200515:00 | Gloucester                                    | 21:18 | Sale Sharks                                                                            | Kingsholm Stadium, Gloucester Widzów: 9374 Sędzia: Roy Maybank |
| 10 września 200515:00 | Ludovic Mercier 11 (pd 3K) Olivier Azam 5 (P) | 21:18 | Charlie Hodgson 2 (pd) Daniel Larrechea 6 (2K) Mark Cueto 5 (P) Sebastien Chabal 5 (P) | Kingsholm Stadium, Gloucester Widzów: 9374 Sędzia: Roy Maybank |
| 10 września 200515:00 | Phil Vickery                                  | 21:18 | Andrew Sheridan · Chris Jones                                                          | Kingsholm Stadium, Gloucester Widzów: 9374 Sędzia: Roy Maybank |

| 11 września 200514:30 | Newcastle Falcons                   | 14:16 | Bristol                                    | Kingston Park, Newcastle upon Tyne Widzów: 6661 Sędzia: Rob Debney |
| 11 września 200514:30 | Dave Walder 9 (3K) Jamie Noon 5 (P) | 14:16 | Jason Strange 11 (pd 3K) Shaun Perry 5 (P) | Kingston Park, Newcastle upon Tyne Widzów: 6661 Sędzia: Rob Debney |
| 11 września 200514:30 | Vaughan Going                       | 14:16 |                                            | Kingston Park, Newcastle upon Tyne Widzów: 6661 Sędzia: Rob Debney |

| 11 września 200515:00 | London Irish                                    | 15:20 | Worcester Warriors                        | Madejski Stadium, Reading Widzów: 7118 Sędzia: Martin Fox |
| 11 września 200515:00 | Barry Everitt 5 (pd K) Scott Staniforth 10 (2P) | 15:20 | Shane Drahm 10 (2pd 2dg) Tony Windo 5 (P) | Madejski Stadium, Reading Widzów: 7118 Sędzia: Martin Fox |
| 11 września 200515:00 | Delon Armitage                                  | 15:20 | Chris Horsman · Pat Sanderson             | Madejski Stadium, Reading Widzów: 7118 Sędzia: Martin Fox |

| 11 września 200515:00 | Saracens | 34:16 | Leeds Tykes                                                                         | Vicarage Road, Watford Widzów: 6190 Sędzia: Tony Spreadbury |
| 11 września 200515:00 | Dan Scarbrough 5 (P) Glen Jackson 14 (4pd 2K) Kevin Sorrell 5 (P) Matt Cairns 5 (P) Thomas Castaignede 5 (P) | 34:16 | Chris Murphy 5 (P) Gordon Ross 3 (K) Iain Balshaw 3 (dg) Roland de Marigny 5 (pd K) | Vicarage Road, Watford Widzów: 6190 Sędzia: Tony Spreadbury |

| 16 września 200520:00 | Sale Sharks                                                                                                   | 29:3(10:3) | London Irish        | Edgeley Park, Stockport Widzów: 7246 Sędzia: Rob Debney |
| 16 września 200520:00 | Charlie Hodgson 9 (3pd K) Daniel Larrechea 5 (P) Jason Robinson 5 (P) Mark Cueto 5 (P) Sebastien Chabal 5 (P) | 29:3(10:3) | Barry Everitt 3 (K) | Edgeley Park, Stockport Widzów: 7246 Sędzia: Rob Debney |

| 17 września 200514:00 | Worcester Warriors                                         | 25:24(10:12) | Saracens                                                                                    | Sixways Stadium, Worcester Widzów: 9140 Sędzia: Dave Pearson |
| 17 września 200514:00 | Drew Hickey 5 (P) Shane Drahm 10 (2pd 2K) Tony Windo 5 (P) | 25:24(10:12) | Dan Scarbrough 10 (2P) Glen Jackson 4 (2pd) Richard Haughton 5 (P) Thomas Castaignede 5 (P) | Sixways Stadium, Worcester Widzów: 9140 Sędzia: Dave Pearson |
| 17 września 200514:00 | Andre van Niekerk                                          | 25:24(10:12) | Alan Dickens · Kris Chesney                                                                 | Sixways Stadium, Worcester Widzów: 9140 Sędzia: Dave Pearson |

| 17 września 200514:45 | Northampton Saints   | 9:16(3:13) | Newcastle Falcons                          | Franklin’s Gardens, Northampton Widzów: 12018 Sędzia: Roy Maybank |
| 17 września 200514:45 | Bruce Reihana 9 (3K) | 9:16(3:13) | Dave Walder 11 (P 2dg) Matt Burke 5 (pd K) | Franklin’s Gardens, Northampton Widzów: 12018 Sędzia: Roy Maybank |

| 17 września 200515:00 | Leicester Tigers                                                                      | 40:26(17:16) | Bath                                                                             | Welford Road, Leicester Widzów: 16815 Sędzia: Chris White |
| 17 września 200515:00 | Andy Goode 20 (4pd 4K) Geordan Murphy 5 (P) Shane Jennings 5 (P) Tom Varndell 10 (2P) | 40:26(17:16) | Andrew Higgins 5 (P) Andy Dunne 3 (dg) David Bory 5 (P) Olly Barkley 13 (2pd 3K) | Welford Road, Leicester Widzów: 16815 Sędzia: Chris White |

| 18 września 200514:30 | Leeds Tykes                                                                            | 23:47(16:12) | London Wasps                                                                                            | Headingley Rugby Stadium, Headingley Widzów: 4544 Sędzia: Martin Fox |
| 18 września 200514:30 | Gordon Ross 2 (pd) Iain Balshaw 5 (P) Roland de Marigny 11 (pd 3K) Stuart Hooper 5 (P) | 23:47(16:12) | John Hart 5 (P) Mark van Gisbergen 22 (5pd 4K) Paul Sackey 5 (P) Raphaël Ibañez 10 (2P) Tom Voyce 5 (P) | Headingley Rugby Stadium, Headingley Widzów: 4544 Sędzia: Martin Fox |

| 18 września 200515:00 | Bristol              | 9:41(9:27) | Gloucester                                                                                 | Memorial Stadium, Bristol Widzów: 11558 Sędzia: David Rose |
| 18 września 200515:00 | Jason Strange 9 (3K) | 9:41(9:27) | Haydn Thomas 5 (P) James Forrester 10 (2P) Jon Goodridge 5 (P) Ludovic Mercier 21 (3pd 5K) | Memorial Stadium, Bristol Widzów: 11558 Sędzia: David Rose |
| 18 września 200515:00 | Ollie Hodge          | 9:41(9:27) | Olivier Azam · Patrice Collazo                                                             | Memorial Stadium, Bristol Widzów: 11558 Sędzia: David Rose |

| 24 września 200514:45 | Gloucester                                                                                  | 28:24(13:21) | Northampton Saints                                                                | Kingsholm Stadium, Gloucester Widzów: 11156 Sędzia: Dave Pearson |
| 24 września 200514:45 | Jake Boer 5 (P) James Simpson-Daniel 5 (P) Ludovic Mercier 13 (2pd 3K) Peter Richards 5 (P) | 28:24(13:21) | Bruce Reihana 9 (3pd K) Damian Browne 5 (P) Jon Clarke 5 (P) Steve Thompson 5 (P) | Kingsholm Stadium, Gloucester Widzów: 11156 Sędzia: Dave Pearson |
| 24 września 200514:45 | Rob Thirlby                                                                                 | 28:24(13:21) | Dan Richmond · Dylan Hartley · Steve Thompson · Tom Smith                         | Kingsholm Stadium, Gloucester Widzów: 11156 Sędzia: Dave Pearson |

| 24 września 200515:00 | London Irish                                     | 24:22(21:9) | Bristol                                   | Madejski Stadium, Reading Widzów: 6957 Sędzia: Roy Maybank |
| 24 września 200515:00 | Barry Everitt 14 (pd dg 3K) Paul Hodgson 10 (2P) | 24:22(21:9) | Brian Lima 5 (P) Jason Strange 17 (pd 5K) | Madejski Stadium, Reading Widzów: 6957 Sędzia: Roy Maybank |
| 24 września 200515:00 | Olivier Magne                                    | 24:22(21:9) |                                           | Madejski Stadium, Reading Widzów: 6957 Sędzia: Roy Maybank |

| 25 września 200514:30 | Leeds Tykes                                                         | 20:28(7:12) | Leicester Tigers                                                                   | Headingley Rugby Stadium, Headingley Widzów: 7143 Sędzia: Rob Debney |
| 25 września 200514:30 | Andre Snyman 5 (P) Chris Murphy 5 (P) Roland de Marigny 10 (2pd 2K) | 20:28(7:12) | Leon Lloyd 5 (P) Louis Deacon 5 (P) Matt Cornwell 5 (P) Ross Broadfoot 13 (2pd 3K) | Headingley Rugby Stadium, Headingley Widzów: 7143 Sędzia: Rob Debney |
| 25 września 200514:30 | Louis Deacon                                                        | 20:28(7:12) |                                                                                    | Headingley Rugby Stadium, Headingley Widzów: 7143 Sędzia: Rob Debney |

| 25 września 200514:30 | Newcastle Falcons                          | 16:27(16:8) | Bath                                                                                                   | Kingston Park, Newcastle upon Tyne Widzów: 6869 Sędzia: Ashley Rowden |
| 25 września 200514:30 | Dave Walder 3 (dg) Matt Burke 13 (P pd 2K) | 16:27(16:8) | James Scaysbrook 5 (P) Martyn Wood 5 (P) Matt Stevens 5 (P) Olly Barkley 7 (2pd K) Zak Feauʻnati 5 (P) | Kingston Park, Newcastle upon Tyne Widzów: 6869 Sędzia: Ashley Rowden |
| 25 września 200514:30 | Cory Harris                                | 16:27(16:8) | | Kingston Park, Newcastle upon Tyne Widzów: 6869 Sędzia: Ashley Rowden |

| 25 września 200515:00 | London Wasps                                                                                          | 34:20(7:10) | Worcester Warriors                                                | Adams Park, High Wycombe Widzów: 8720 Sędzia: Sean Davey |
| 25 września 200515:00 | Joe Worsley 5 (P) Mark van Gisbergen 14 (4pd 2K) Raphaël Ibañez 5 (P) Tim Payne 5 (P) Tom Voyce 5 (P) | 34:20(7:10) | Nicolas le Roux 5 (P) Pat Sanderson 5 (P) Shane Drahm 10 (2pd 2K) | Adams Park, High Wycombe Widzów: 8720 Sędzia: Sean Davey |

| 25 września 200515:00 | Saracens                                                                                               | 32:40(10:16) | Sale Sharks                                                                                 | Vicarage Road, Watford Widzów: 7132 Sędzia: Chris White |
| 25 września 200515:00 | Adam Powell 5 (P) Dan Scarbrough 5 (P) Glen Jackson 12 (3pd 2K) Kevin Sorrell 5 (P) Kris Chesney 5 (P) | 32:40(10:16) | Charlie Hodgson 20 (4pd 4K) Elvis Seveali'i 10 (2P) Mark Cueto 5 (P) Sebastien Chabal 5 (P) | Vicarage Road, Watford Widzów: 7132 Sędzia: Chris White |

| 14 października 200519:45 | Leicester Tigers                         | 16:16(6:9) | Newcastle Falcons                                                | Welford Road, Leicester Widzów: 16815 Sędzia: Tony Spreadbury |
| 14 października 200519:45 | Andy Goode 11 (pd 3K) Jim Hamilton 5 (P) | 16:16(6:9) | Jonny Wilkinson 6 (dg K) Matt Burke 5 (pd K) Robbie Morris 5 (P) | Welford Road, Leicester Widzów: 16815 Sędzia: Tony Spreadbury |
| 14 października 200519:45 | Andy Goode · Julian White                | 16:16(6:9) | Andy Long · Andy Perry                                           | Welford Road, Leicester Widzów: 16815 Sędzia: Tony Spreadbury |

| 14 października 200520:00 | Sale Sharks             | 18:10(12:3) | London Wasps                                  | Edgeley Park, Stockport Widzów: 9916 Sędzia: Sean Davey |
| 14 października 200520:00 | Charlie Hodgson 18 (6K) | 18:10(12:3) | Josh Lewsey 5 (P) Mark van Gisbergen 5 (pd K) | Edgeley Park, Stockport Widzów: 9916 Sędzia: Sean Davey |
| 14 października 200520:00 | Jason White             | 18:10(12:3) | Simon Shaw                                    | Edgeley Park, Stockport Widzów: 9916 Sędzia: Sean Davey |

| 14 października 200520:00 | Worcester Warriors                                          | 22:15(8:3) | Leeds Tykes               | Sixways Stadium, Worcester Widzów: 9626 Sędzia: Sean Davey |
| 14 października 200520:00 | Shane Drahm 12 (4K) Siaosi Vaili 5 (P) Thinus Delport 5 (P) | 22:15(8:3) | Roland de Marigny 15 (5K) | Sixways Stadium, Worcester Widzów: 9626 Sędzia: Sean Davey |
| 14 października 200520:00 | Chris Fortey                                                | 22:15(8:3) |                           | Sixways Stadium, Worcester Widzów: 9626 Sędzia: Sean Davey |

| 15 października 200514:45 | Bath                                         | 18:16(6:6) | Gloucester                                   | The Recreation Ground, Bath Widzów: 10600 Sędzia: Dave Pearson |
| 15 października 200514:45 | Chris Malone 3 (dg) Olly Barkley 15 (5K)     | 18:16(6:6) | Ludovic Mercier 11 (pd 3K) Rob Thirlby 5 (P) | The Recreation Ground, Bath Widzów: 10600 Sędzia: Dave Pearson |
| 15 października 200514:45 | Andrew Higgins · David Bory · Andrew Higgins | 18:16(6:6) | Peter Buxton                                 | The Recreation Ground, Bath Widzów: 10600 Sędzia: Dave Pearson |

| 15 października 200515:00 | Northampton Saints                           | 25:23(18:20) | London Irish                                  | Franklin’s Gardens, Northampton Widzów: 13262 Sędzia: Chris White |
| 15 października 200515:00 | Ben Cohen 5 (P) Bruce Reihana 20 (2P 2pd 2K) | 25:23(18:20) | Dom Feauʻnati 5 (P) Riki Flutey 18 (P 2pd 3K) | Franklin’s Gardens, Northampton Widzów: 13262 Sędzia: Chris White |

| 16 października 200515:00 | Bristol                            | 11:23(8:10) | Saracens                                                          | Memorial Stadium, Bristol Widzów: 7068 Sędzia: Rob Debney |
| 16 października 200515:00 | Jason Strange 6 (2K) Sam Cox 5 (P) | 11:23(8:10) | Ben Johnston 5 (P) Ben Skirving 5 (P) Glen Jackson 13 (2pd dg 2K) | Memorial Stadium, Bristol Widzów: 7068 Sędzia: Rob Debney |

| 4 listopada 200520:00 | London Wasps                                        | 21:16(8:13) | Bristol                                   | Adams Park, High Wycombe Widzów: 7901 Sędzia: David Rose |
| 4 listopada 200520:00 | Alex King 11 (pd 3K) Tom Rees 5 (P) Tom Voyce 5 (P) | 21:16(8:13) | Jason Strange 11 (pd 3K) Joe El Abd 5 (P) | Adams Park, High Wycombe Widzów: 7901 Sędzia: David Rose |
| 4 listopada 200520:00 | Sam Cox                                             | 21:16(8:13) |                                           | Adams Park, High Wycombe Widzów: 7901 Sędzia: David Rose |

| 4 listopada 200520:00 | Worcester Warriors     | 15:11(15:8) | Leicester Tigers                                         | Sixways Stadium, Worcester Widzów: 9776 Sędzia: Roy Maybank |
| 4 listopada 200520:00 | Shane Drahm 15 (5K)    | 15:11(15:8) | Andy Goode 3 (K) Ross Broadfoot 3 (K) Will Skinner 5 (P) | Sixways Stadium, Worcester Widzów: 9776 Sędzia: Roy Maybank |
| 4 listopada 200520:00 | Ben Kay · Jim Hamilton | 15:11(15:8) |                                                          | Sixways Stadium, Worcester Widzów: 9776 Sędzia: Roy Maybank |

| 5 listopada 200514:45 | Leeds Tykes                              | 11:17(6:3) | Sale Sharks                                           | Headingley Rugby Stadium, Headingley Widzów: 4206 Sędzia: Dave Pearson |
| 5 listopada 200514:45 | Gordon Ross 6 (dg K) Rob Vickerman 5 (P) | 11:17(6:3) | Daniel Larrechea 9 (dg 2K) Valentin Courrent 8 (P dg) | Headingley Rugby Stadium, Headingley Widzów: 4206 Sędzia: Dave Pearson |
| 5 listopada 200514:45 | Robert Todd · Lionel Faure               | 11:17(6:3) |                                                       | Headingley Rugby Stadium, Headingley Widzów: 4206 Sędzia: Dave Pearson |

| 5 listopada 200515:00 | Gloucester                                                            | 27:20(8:7) | Newcastle Falcons                               | Kingsholm Stadium, Gloucester Widzów: 12500 Sędzia: Ashley Rowden |
| 5 listopada 200515:00 | James Forrester 5 (P) Ludovic Mercier 17 (pd 5K) Peter Richards 5 (P) | 27:20(8:7) | Cory Harris 5 (P) Jonny Wilkinson 15 (P 2pd 2K) | Kingsholm Stadium, Gloucester Widzów: 12500 Sędzia: Ashley Rowden |
| 5 listopada 200515:00 | Robbie Morris                                                         | 27:20(8:7) |                                                 | Kingsholm Stadium, Gloucester Widzów: 12500 Sędzia: Ashley Rowden |

| 5 listopada 200515:00 | London Irish                                                                                              | 36:13(16:3) | Bath                                      | Madejski Stadium, Reading Widzów: 9458 Sędzia: Rob Debney |
| 5 listopada 200515:00 | Barry Everitt 6 (2K) Mike Catt 5 (P) Phil Murphy 5 (P) Riki Flutey 15 (P 2pd dg K) Scott Staniforth 5 (P) | 36:13(16:3) | Andy Dunne 8 (pd 2K) Michael Lipman 5 (P) | Madejski Stadium, Reading Widzów: 9458 Sędzia: Rob Debney |
| 5 listopada 200515:00 | Paul Gustard                                                                                              | 36:13(16:3) | Andy Dunne                                | Madejski Stadium, Reading Widzów: 9458 Sędzia: Rob Debney |

| 5 listopada 200515:00 | Saracens                                     | 28:22(13:17) | Northampton Saints                                                 | Vicarage Road, Watford Widzów: 8524 Sędzia: Sean Davey |
| 5 listopada 200515:00 | Dan Scarbrough 5 (P) Glen Jackson 23 (pd 7K) | 28:22(13:17) | Bruce Reihana 7 (2pd K) Carlos Spencer 5 (P) Mark Robinson 10 (2P) | Vicarage Road, Watford Widzów: 8524 Sędzia: Sean Davey |
| 5 listopada 200515:00 | David Gerard · Matt Lord                     | 28:22(13:17) |                                                                    | Vicarage Road, Watford Widzów: 8524 Sędzia: Sean Davey |

| 11 listopada 200519:45 | Newcastle Falcons                        | 20:23(8:16) | London Irish                                                  | Kingston Park, Newcastle upon Tyne Widzów: 10200 Sędzia: Sean Davey |
| 11 listopada 200519:45 | Jonny Wilkinson 15 (5K) Matt Burke 5 (P) | 20:23(8:16) | Barry Everitt 13 (2pd 3K) Phil Murphy 5 (P) Riki Flutey 5 (P) | Kingston Park, Newcastle upon Tyne Widzów: 10200 Sędzia: Sean Davey |

| 11 listopada 200520:00 | Sale Sharks                                                                  | 24:13 | Worcester Warriors         | Edgeley Park, Stockport Widzów: 7056 Sędzia: Martin Fox |
| 11 listopada 200520:00 | Daniel Larrechea 3 (K) Jason Robinson 13 (2P dg) Valentin Courrent 8 (pd 2K) | 24:13 | Shane Drahm 13 (P pd dg K) | Edgeley Park, Stockport Widzów: 7056 Sędzia: Martin Fox |
| 11 listopada 200520:00 | Johnny Tu'amoheloa                                                           | 24:13 |                            | Edgeley Park, Stockport Widzów: 7056 Sędzia: Martin Fox |

| 12 listopada 200512:30 | Northampton Saints                                                     | 13:21(6:6) | London Wasps                                             | Franklin’s Gardens, Northampton Widzów: 13585 Sędzia: Rob Debney |
| 12 listopada 200512:30 | Bruce Reihana 5 (pd K) Carlos Spencer 3 (dg) Rhodri Gomer Davies 5 (P) | 13:21(6:6) | Alex King 11 (pd 3K) Eoin Reddan 5 (P) Rob Hoadley 5 (P) | Franklin’s Gardens, Northampton Widzów: 13585 Sędzia: Rob Debney |
| 12 listopada 200512:30 | Rob Hoadley                                                            | 13:21(6:6) |                                                          | Franklin’s Gardens, Northampton Widzów: 13585 Sędzia: Rob Debney |

| 12 listopada 200515:00 | Leicester Tigers                                                  | 25:20(15:13) | Gloucester                                                        | Welford Road, Leicester Widzów: 16815 Sędzia: Tony Spreadbury |
| 12 listopada 200515:00 | Andy Goode 10 (2pd 2K) Michael Holford 5 (P) Tom Varndell 10 (2P) | 25:20(15:13) | Anthony Allen 5 (P) Ludovic Mercier 10 (2pd 2K) Olly Morgan 5 (P) | Welford Road, Leicester Widzów: 16815 Sędzia: Tony Spreadbury |

| 13 listopada 200514:15 | Bath                                        | 12:12(6:6) | Saracens             | The Recreation Ground, Bath Widzów: 10348 Sędzia: Ashley Rowden |
| 13 listopada 200514:15 | Andy Dunne 9 (3K) Michael Stephenson 3 (dg) | 12:12(6:6) | Glen Jackson 12 (4K) | The Recreation Ground, Bath Widzów: 10348 Sędzia: Ashley Rowden |
| 13 listopada 200514:15 | Rob Fidler                                  | 12:12(6:6) | Cobus Visagie        | The Recreation Ground, Bath Widzów: 10348 Sędzia: Ashley Rowden |

| 13 listopada 200515:00 | Bristol                                                      | 32:6(19:6) | Leeds Tykes        | Memorial Stadium, Bristol Widzów: 7648 Sędzia: Dave Pearson |
| 13 listopada 200515:00 | David Lemi 5 (P) Jason Strange 22 (2pd 6K) Roy Winters 5 (P) | 32:6(19:6) | Gordon Ross 6 (2K) | Memorial Stadium, Bristol Widzów: 7648 Sędzia: Dave Pearson |
| 13 listopada 200515:00 | Justin Marshall                                              | 32:6(19:6) |                    | Memorial Stadium, Bristol Widzów: 7648 Sędzia: Dave Pearson |

| 18 listopada 200520:00 | Sale Sharks                                                                            | 24:16(16:9) | Leicester Tigers                                            | Edgeley Park, Stockport Widzów: 10641 Sędzia: Sean Davey |
| 18 listopada 200520:00 | Daniel Larrechea 9 (3K) Magnus Lund 5 (P) Mark Taylor 5 (P) Valentin Courrent 5 (pd K) | 24:16(16:9) | Andy Goode 2 (pd) Matt Cornwell 5 (P) Ross Broadfoot 9 (3K) | Edgeley Park, Stockport Widzów: 10641 Sędzia: Sean Davey |
| 18 listopada 200520:00 | Barry Stewart · Nathan Bonner-Evans                                                    | 24:16(16:9) | Tom Croft                                                   | Edgeley Park, Stockport Widzów: 10641 Sędzia: Sean Davey |

| 18 listopada 200520:00 | Worcester Warriors                                                     | 24:15(7:3) | Bristol                                                  | Sixways Stadium, Worcester Widzów: 9726 Sędzia: David Rose |
| 18 listopada 200520:00 | Aisea Havili Kaufusi 5 (P) Shane Drahm 14 (pd 4K) Thinus Delport 5 (P) | 24:15(7:3) | David Lemi 5 (P) Jason Strange 5 (pd K) Joe El Abd 5 (P) | Sixways Stadium, Worcester Widzów: 9726 Sędzia: David Rose |
| 18 listopada 200520:00 | Brian Lima · Sam Cox                                                   | 24:15(7:3) |                                                          | Sixways Stadium, Worcester Widzów: 9726 Sędzia: David Rose |

| 20 listopada 200514:30 | Leeds Tykes                                                                         | 28:25(23:17) | Northampton Saints                                                                 | Headingley Rugby Stadium, Headingley Widzów: 4564 Sędzia: Martin Fox |
| 20 listopada 200514:30 | Andre Snyman 5 (P) Gordon Ross 13 (2pd 3K) Roland de Marigny 5 (P) Tom Palmer 5 (P) | 28:25(23:17) | Andy Vilk 5 (P) Bruce Reihana 10 (2pd 2K) Carlos Spencer 5 (P) Seamus Mallon 5 (P) | Headingley Rugby Stadium, Headingley Widzów: 4564 Sędzia: Martin Fox |
| 20 listopada 200514:30 | Carlos Spencer                                                                      | 28:25(23:17) |                                                                                    | Headingley Rugby Stadium, Headingley Widzów: 4564 Sędzia: Martin Fox |

| 20 listopada 200515:00 | London Irish                                  | 25:10(15:3) | Gloucester                                    | Madejski Stadium, Reading Widzów: 9027 Sędzia: Ashley Rowden |
| 20 listopada 200515:00 | Barry Everitt 20 (pd 6K) Ryan Strudwick 5 (P) | 25:10(15:3) | Ludovic Mercier 5 (pd K) Peter Richards 5 (P) | Madejski Stadium, Reading Widzów: 9027 Sędzia: Ashley Rowden |
| 20 listopada 200515:00 | Adam Eustace · Peter Buxton                   | 25:10(15:3) |                                               | Madejski Stadium, Reading Widzów: 9027 Sędzia: Ashley Rowden |

| 20 listopada 200515:00 | London Wasps                                                                     | 28:20(11:11) | Bath                                         | Adams Park, High Wycombe Widzów: 8656 Sędzia: Roy Maybank |
| 20 listopada 200515:00 | Alex King 5 (pd K) Jeremy Staunton 8 (pd 2K) Neil Baxter 10 (2P) Tom Voyce 5 (P) | 28:20(11:11) | Chris Malone 15 (dg 4K) Michael Lipman 5 (P) | Adams Park, High Wycombe Widzów: 8656 Sędzia: Roy Maybank |
| 20 listopada 200515:00 | Michael Lipman · Zak Feauʻnati                                                   | 28:20(11:11) |                                              | Adams Park, High Wycombe Widzów: 8656 Sędzia: Roy Maybank |

| 20 listopada 200515:00 | Saracens                                            | 27:18(20:8) | Newcastle Falcons                                   | Vicarage Road, Watford Widzów: 9413 Sędzia: Wayne Barnes |
| 20 listopada 200515:00 | Glen Jackson 17 (P 3pd 2K) Richard Haughton 10 (2P) | 27:18(20:8) | James Hoyle 5 (P) Joe Shaw 5 (P) Matt Burke 8 (P K) | Vicarage Road, Watford Widzów: 9413 Sędzia: Wayne Barnes |
| 20 listopada 200515:00 | Micky Ward                                          | 27:18(20:8) |                                                     | Vicarage Road, Watford Widzów: 9413 Sędzia: Wayne Barnes |

| 25 listopada 200519:45 | Bath                 | 12:16 | Leeds Tykes                               | The Recreation Ground, Bath Widzów: 9957 Sędzia: Rob Debney |
| 25 listopada 200519:45 | Chris Malone 12 (4K) | 12:16 | Andre Snyman 5 (P) Gordon Ross 11 (pd 3K) | The Recreation Ground, Bath Widzów: 9957 Sędzia: Rob Debney |
| 25 listopada 200519:45 | Tom Palmer           | 12:16 |                                           | The Recreation Ground, Bath Widzów: 9957 Sędzia: Rob Debney |

| 25 listopada 200519:45 | Leicester Tigers                                                                                   | 35:3(18:3) | London Irish        | Welford Road, Leicester Widzów: 16815 Sędzia: Roy Maybank |
| 25 listopada 200519:45 | Andy Goode 15 (3pd 3K) Austin Healey 5 (P) Ben Kay 5 (P) George Chuter 5 (P) Michael Holford 5 (P) | 35:3(18:3) | Barry Everitt 3 (K) | Welford Road, Leicester Widzów: 16815 Sędzia: Roy Maybank |
| 25 listopada 200519:45 | Will Johnson                                                                                       | 35:3(18:3) | Robbie Russell      | Welford Road, Leicester Widzów: 16815 Sędzia: Roy Maybank |

| 26 listopada 200512:30 | Gloucester                                                     | 19:8 | Saracens                             | Kingsholm Stadium, Gloucester Widzów: 10516 Sędzia: Sean Davey |
| 26 listopada 200512:30 | James Bailey 5 (P) Ludovic Mercier 9 (dg 2K) Mark Foster 5 (P) | 19:8 | Glen Jackson 3 (K) Matt Cairns 5 (P) | Kingsholm Stadium, Gloucester Widzów: 10516 Sędzia: Sean Davey |

| 26 listopada 200512:30 | Northampton Saints                                                  | 21:22 | Worcester Warriors                          | Franklin’s Gardens, Northampton Widzów: 12481 Sędzia: Wayne Barnes |
| 26 listopada 200512:30 | Bruce Reihana 11 (pd 3K) Darren Fox 5 (P) Rhodri Gomer Davies 5 (P) | 21:22 | Shane Drahm 22 (P pd 5K)                    | Franklin’s Gardens, Northampton Widzów: 12481 Sędzia: Wayne Barnes |
| 26 listopada 200512:30 | Seamus Mallon                                                       | 21:22 | Drew Hickey · Kai Horstmann · Kai Horstmann | Franklin’s Gardens, Northampton Widzów: 12481 Sędzia: Wayne Barnes |

| 27 listopada 200514:30 | Newcastle Falcons                                                         | 17:15 | London Wasps                                                        | Kingston Park, Newcastle upon Tyne Widzów: 7379 Sędzia: David Rose |
| 27 listopada 200514:30 | Dave Walder 3 (K) Jamie Noon 5 (P) Matt Burke 4 (2pd) Mike McCarthy 5 (P) | 17:15 | Jeremy Staunton 5 (P) Mark van Gisbergen 5 (pd K) Paul Sackey 5 (P) | Kingston Park, Newcastle upon Tyne Widzów: 7379 Sędzia: David Rose |

| 27 listopada 200515:00 | Bristol                                    | 22:14 | Sale Sharks                                                         | Memorial Stadium, Bristol Widzów: 7518 Sędzia: Martin Fox |
| 27 listopada 200515:00 | Jason Strange 17 (pd 5K) Shaun Perry 5 (P) | 22:14 | Dean Schofield 5 (P) Sililo Martens 5 (P) Valentin Courrent 4 (2pd) | Memorial Stadium, Bristol Widzów: 7518 Sędzia: Martin Fox |
| 27 listopada 200515:00 | Matt Salter                                | 22:14 | Magnus Lund                                                         | Memorial Stadium, Bristol Widzów: 7518 Sędzia: Martin Fox |

| 26 grudnia 200514:00 | Worcester Warriors                        | 18:36(13:10) | Bath                                                             | Sixways Stadium, Worcester Widzów: 9726 Sędzia: Sean Davey |
| 26 grudnia 200514:00 | Kai Horstmann 5 (P) Shane Drahm 8 (pd 2K) | 18:36(13:10) | Chris Malone 10 (2P) Gareth Delve 5 (P) Olly Barkley 21 (3pd 5K) | Sixways Stadium, Worcester Widzów: 9726 Sędzia: Sean Davey |
| 26 grudnia 200514:00 | Simon Whatling                            | 18:36(13:10) | Duncan Bell                                                      | Sixways Stadium, Worcester Widzów: 9726 Sędzia: Sean Davey |

| 26 grudnia 200515:00 | London Wasps | 32:25(29:13) | Gloucester                                       | Adams Park, High Wycombe Widzów: 10000 Sędzia: Roy Maybank |
| 26 grudnia 200515:00 | Alex King 9 (3pd K) John Hart 5 (P) Josh Lewsey 5 (P) Mark van Gisbergen 3 (K) Paul Sackey 5 (P) Simon Shaw 5 (P) | 32:25(29:13) | James Bailey 5 (P) Ludovic Mercier 15 (P 2pd 2K) | Adams Park, High Wycombe Widzów: 10000 Sędzia: Roy Maybank |
| 26 grudnia 200515:00 | Tim Payne | 32:25(29:13) | Peter Richards                                   | Adams Park, High Wycombe Widzów: 10000 Sędzia: Roy Maybank |

| 26 grudnia 200515:00 | Sale Sharks                                                                                       | 34:14(17:9) | Northampton Saints                     | Edgeley Park, Stockport Widzów: 10641 Sędzia: Dave Pearson |
| 26 grudnia 200515:00 | Charlie Hodgson 19 (2pd 5K) Chris Mayor 5 (P) Ignacio Fernandez Lobbe 5 (P) Sebastien Bruno 5 (P) | 34:14(17:9) | Bruce Reihana 9 (3K) Luke Myring 5 (P) | Edgeley Park, Stockport Widzów: 10641 Sędzia: Dave Pearson |
| 26 grudnia 200515:00 | Chris Mayor · Robert Todd                                                                         | 34:14(17:9) | Damian Browne                          | Edgeley Park, Stockport Widzów: 10641 Sędzia: Dave Pearson |

| 27 grudnia 200514:30 | Leeds Tykes                             | 10:13(10:13) | Newcastle Falcons                      | Headingley Rugby Stadium, Headingley Widzów: 11601 Sędzia: Chris White |
| 27 grudnia 200514:30 | Andre Snyman 5 (P) Gordon Ross 5 (pd K) | 10:13(10:13) | Mathew Tait 5 (P) Matt Burke 8 (pd 2K) | Headingley Rugby Stadium, Headingley Widzów: 11601 Sędzia: Chris White |

| 27 grudnia 200515:00 | Bristol               | 15:3(15:0) | Leicester Tigers     | Memorial Stadium, Bristol Widzów: 11916 Sędzia: Dean Richards |
| 27 grudnia 200515:00 | Jason Strange 15 (5K) | 15:3(15:0) | Ross Broadfoot 3 (K) | Memorial Stadium, Bristol Widzów: 11916 Sędzia: Dean Richards |
| 27 grudnia 200515:00 | Will Johnson          | 15:3(15:0) |                      | Memorial Stadium, Bristol Widzów: 11916 Sędzia: Dean Richards |

| 27 grudnia 200515:00 | Saracens                                      | 19:20(6:14) | London Irish                                 | Vicarage Road, Watford Widzów: 12923 Sędzia: Wayne Barnes |
| 27 grudnia 200515:00 | Glen Jackson 14 (pd 4K) Hamish Mitchell 5 (P) | 19:20(6:14) | Barry Everitt 15 (dg 4K) Michael Horak 5 (P) | Vicarage Road, Watford Widzów: 12923 Sędzia: Wayne Barnes |
| 27 grudnia 200515:00 | Ben Skirving                                  | 19:20(6:14) | Delon Armitage                               | Vicarage Road, Watford Widzów: 12923 Sędzia: Wayne Barnes |

| 31 grudnia 200514:45 | London Irish                            | 19:35(9:20) | London Wasps | Madejski Stadium, Reading Widzów: 18122 Sędzia: Tony Spreadbury |
| 31 grudnia 200514:45 | Bob Casey 5 (P) Ross Laidlaw 14 (pd 4K) | 19:35(9:20) | George Skivington 5 (P) Joe Worsley 5 (P) Josh Lewsey 5 (P) Mark van Gisbergen 15 (3pd 3K) Raphaël Ibañez 5 (P) | Madejski Stadium, Reading Widzów: 18122 Sędzia: Tony Spreadbury |
| 31 grudnia 200514:45 | Lawrence Dallaglio                      | 19:35(9:20) | | Madejski Stadium, Reading Widzów: 18122 Sędzia: Tony Spreadbury |

| 31 grudnia 200515:00 | Gloucester                                                | 31:7(24:0) | Leeds Tykes                           | Kingsholm Stadium, Gloucester Widzów: 11529 Sędzia: Rob Debney |
| 31 grudnia 200515:00 | James Simpson-Daniel 10 (2P) Ludovic Mercier 16 (P 4pd K) | 31:7(24:0) | Gordon Ross 2 (pd) Jordan Crane 5 (P) | Kingsholm Stadium, Gloucester Widzów: 11529 Sędzia: Rob Debney |
| 31 grudnia 200515:00 | Gordon Ross · Jordan Crane · Rob Rawlinson                | 31:7(24:0) |                                       | Kingsholm Stadium, Gloucester Widzów: 11529 Sędzia: Rob Debney |

| 1 stycznia 200614:30 | Newcastle Falcons                         | 21:15(13:7) | Worcester Warriors                                               | Kingston Park, Newcastle upon Tyne Widzów: 8864 Sędzia: Ashley Rowden |
| 1 stycznia 200614:30 | Dave Walder 5 (P) Matt Burke 16 (P pd 3K) | 21:15(13:7) | Aisea Havili Kaufusi 5 (P) James Brown 5 (pd K) Tony Windo 5 (P) | Kingston Park, Newcastle upon Tyne Widzów: 8864 Sędzia: Ashley Rowden |
| 1 stycznia 200614:30 | Owen Finegan                              | 21:15(13:7) |                                                                  | Kingston Park, Newcastle upon Tyne Widzów: 8864 Sędzia: Ashley Rowden |

| 1 stycznia 200615:00 | Northampton Saints                                                                  | 29:22(16:12) | Bristol                                                          | Franklin’s Gardens, Northampton Widzów: 13485 Sędzia: Martin Fox |
| 1 stycznia 200615:00 | Bruce Reihana 16 (2pd 4K) Carlos Spencer 3 (dg) Chris Budgen 5 (P) Jon Clarke 5 (P) | 29:22(16:12) | Darren Crompton 5 (P) David Lemi 10 (2P) Jason Strange 7 (2pd K) | Franklin’s Gardens, Northampton Widzów: 13485 Sędzia: Martin Fox |
| 1 stycznia 200615:00 | Dan Ward-Smith                                                                      | 29:22(16:12) |                                                                  | Franklin’s Gardens, Northampton Widzów: 13485 Sędzia: Martin Fox |

| 2 stycznia 200614:15 | Bath                | 9:21(6:3) | Sale Sharks                                                        | The Recreation Ground, Bath Widzów: 10600 Sędzia: Chris White |
| 2 stycznia 200614:15 | Olly Barkley 9 (3K) | 9:21(6:3) | Charlie Hodgson 11 (pd 3K) Elvis Seveali'i 5 (P) Magnus Lund 5 (P) | The Recreation Ground, Bath Widzów: 10600 Sędzia: Chris White |

| 2 stycznia 200615:00 | Leicester Tigers                                              | 34:27(21:14) | Saracens                                                           | Welford Road, Leicester Widzów: 16815 Sędzia: Roy Maybank |
| 2 stycznia 200615:00 | Andy Goode 19 (2pd 5K) Darren Morris 5 (P) Tom Varndell 5 (P) | 34:27(21:14) | Ben Johnston 5 (P) Glen Jackson 17 (pd dg 4K) Tevita Vaikona 5 (P) | Welford Road, Leicester Widzów: 16815 Sędzia: Roy Maybank |
| 2 stycznia 200615:00 | Ben Kay · Graham Rowntree                                     | 34:27(21:14) | Tevita Vaikona                                                     | Welford Road, Leicester Widzów: 16815 Sędzia: Roy Maybank |

| 7 stycznia 200614:45 | Worcester Warriors                                      | 11:15(3:3) | Northampton Saints                                                             | Sixways Stadium, Worcester Widzów: 9726 Sędzia: Chris White |
| 7 stycznia 200614:45 | James Brown 3 (K) Kai Horstmann 5 (P) Shane Drahm 3 (K) | 11:15(3:3) | Ben Cohen 5 (P) Bruce Reihana 3 (K) Carlos Spencer 2 (pd) Steve Thompson 5 (P) | Sixways Stadium, Worcester Widzów: 9726 Sędzia: Chris White |

| 8 stycznia 200613:30 | Saracens            | 9:19(0:7) | Gloucester                                      | Vicarage Road, Watford Widzów: 6493 Sędzia: Tony Spreadbury |
| 8 stycznia 200613:30 | Glen Jackson 9 (3K) | 9:19(0:7) | Ludovic Mercier 14 (pd 4K) Peter Richards 5 (P) | Vicarage Road, Watford Widzów: 6493 Sędzia: Tony Spreadbury |
| 8 stycznia 200613:30 | Kris Chesney        | 9:19(0:7) | Phil Vickery                                    | Vicarage Road, Watford Widzów: 6493 Sędzia: Tony Spreadbury |

| 8 stycznia 200614:30 | Leeds Tykes                                | 25:14(16:6) | Bath                                   | Headingley Rugby Stadium, Headingley Widzów: 5446 Sędzia: Sean Davey |
| 8 stycznia 200614:30 | Chris Bell 5 (P) Gordon Ross 20 (pd dg 5K) | 25:14(16:6) | Gareth Delve 5 (P) Olly Barkley 9 (3K) | Headingley Rugby Stadium, Headingley Widzów: 5446 Sędzia: Sean Davey |

| 8 stycznia 200615:00 | London Irish                                    | 25:28(16:19) | Leicester Tigers                      | Madejski Stadium, Reading Widzów: 11096 Sędzia: Dave Pearson |
| 8 stycznia 200615:00 | Barry Everitt 20 (pd 2dg 4K) Paul Gustard 5 (P) | 25:28(16:19) | Andy Goode 23 (pd 7K) Sam Vesty 5 (P) | Madejski Stadium, Reading Widzów: 11096 Sędzia: Dave Pearson |
| 8 stycznia 200615:00 | Michael Horak                                   | 25:28(16:19) | Graham Rowntree                       | Madejski Stadium, Reading Widzów: 11096 Sędzia: Dave Pearson |

| 8 stycznia 200615:00 | London Wasps                                                                         | 21:6(8:6) | Newcastle Falcons | Adams Park, High Wycombe Widzów: 10000 Sędzia: Wayne Barnes |
| 8 stycznia 200615:00 | Jeremy Staunton 3 (K) Mark van Gisbergen 3 (K) Matt Dawson 5 (P) Paul Sackey 10 (2P) | 21:6(8:6) | Matt Burke 6 (2K) | Adams Park, High Wycombe Widzów: 10000 Sędzia: Wayne Barnes |
| 8 stycznia 200615:00 | Andy Long                                                                            | 21:6(8:6) |                   | Adams Park, High Wycombe Widzów: 10000 Sędzia: Wayne Barnes |

| 8 stycznia 200615:00 | Sale Sharks                                        | 31:29(15:14) | Bristol                                                                         | Edgeley Park, Stockport Widzów: 9686 Sędzia: Roy Maybank |
| 8 stycznia 200615:00 | Charlie Hodgson 26 (pd dg 7K) Sililo Martens 5 (P) | 31:29(15:14) | David Lemi 5 (P) Jason Strange 9 (3K) Shaun Perry 5 (P) Tommy Hayes 10 (P pd K) | Edgeley Park, Stockport Widzów: 9686 Sędzia: Roy Maybank |
| 8 stycznia 200615:00 | Jason Strange · Matt Salter                        | 31:29(15:14) |                                                                                 | Edgeley Park, Stockport Widzów: 9686 Sędzia: Roy Maybank |

| 27 stycznia 200619:45 | Bristol                                        | 23:26(10:13) | Worcester Warriors                                                   | Memorial Stadium, Bristol Widzów: 9058 Sędzia: Sean Davey |
| 27 stycznia 200619:45 | Jason Strange 18 (P 2pd 3K) Lee Robinson 5 (P) | 23:26(10:13) | Aisea Havili Kaufusi 5 (P) Drew Hickey 5 (P) Shane Drahm 16 (2pd 4K) | Memorial Stadium, Bristol Widzów: 9058 Sędzia: Sean Davey |
| 27 stycznia 200619:45 | Dale Rasmussen                                 | 23:26(10:13) |                                                                      | Memorial Stadium, Bristol Widzów: 9058 Sędzia: Sean Davey |

| 28 stycznia 200614:00 | Bath                                                                      | 28:16(10:6) | London Wasps                                                  | The Recreation Ground, Bath Widzów: 10600 Sędzia: David Rose |
| 28 stycznia 200614:00 | Chris Malone 18 (P 2pd 3K) Duncan Bell 5 (P) Eliota Fuimaono-Sapolu 5 (P) | 28:16(10:6) | Alex King 8 (pd 2K) Ayoola Erinle 5 (P) Jeremy Staunton 3 (K) | The Recreation Ground, Bath Widzów: 10600 Sędzia: David Rose |
| 28 stycznia 200614:00 | Alex Crockett · Andrew Higgins · Zak Feauʻnati                            | 28:16(10:6) | Johnny O’Connor                                               | The Recreation Ground, Bath Widzów: 10600 Sędzia: David Rose |

| 28 stycznia 200615:00 | Gloucester             | 9:13(3:10) | London Irish                              | Kingsholm Stadium, Gloucester Widzów: 10710 Sędzia: Jonathan Kaplan |
| 28 stycznia 200615:00 | Ludovic Mercier 9 (3K) | 9:13(3:10) | Olivier Magne 5 (P) Riki Flutey 8 (pd 2K) | Kingsholm Stadium, Gloucester Widzów: 10710 Sędzia: Jonathan Kaplan |
| 28 stycznia 200615:00 | Topsy Ojo              | 9:13(3:10) |                                           | Kingsholm Stadium, Gloucester Widzów: 10710 Sędzia: Jonathan Kaplan |

| 28 stycznia 200615:00 | Leicester Tigers      | 27:27(9:24) | Sale Sharks                                                       | Welford Road, Leicester Widzów: 16815 Sędzia: Paul Honiss |
| 28 stycznia 200615:00 | Andy Goode 27 (dg 8K) | 27:27(9:24) | Charlie Hodgson 17 (pd 5K) Chris Jones 5 (P) Dean Schofield 5 (P) | Welford Road, Leicester Widzów: 16815 Sędzia: Paul Honiss |
| 28 stycznia 200615:00 | Lewis Moody           | 27:27(9:24) |                                                                   | Welford Road, Leicester Widzów: 16815 Sędzia: Paul Honiss |

| 28 stycznia 200615:00 | Newcastle Falcons                                              | 21:16(6:3) | Saracens                                  | Kingston Park, Newcastle upon Tyne Widzów: 6405 Sędzia: Roy Maybank |
| 28 stycznia 200615:00 | Anthony Elliott 5 (P) Dave Walder 11 (pd dg 2K) Joe Shaw 5 (P) | 21:16(6:3) | Adam Powell 5 (P) Glen Jackson 11 (pd 3K) | Kingston Park, Newcastle upon Tyne Widzów: 6405 Sędzia: Roy Maybank |

| 28 stycznia 200615:00 | Northampton Saints                                                              | 21:18(12:13) | Leeds Tykes                                          | Franklin’s Gardens, Northampton Widzów: 13448 Sędzia: Tony Spreadbury |
| 28 stycznia 200615:00 | Bruce Reihana 8 (pd 2K) Carlos Spencer 3 (K) Jon Clarke 5 (P) Sean Lamont 5 (P) | 21:18(12:13) | Danny Care 5 (P) Gordon Ross 3 (K) Tom Biggs 10 (2P) | Franklin’s Gardens, Northampton Widzów: 13448 Sędzia: Tony Spreadbury |
| 28 stycznia 200615:00 | Justin Marshall                                                                 | 21:18(12:13) |                                                      | Franklin’s Gardens, Northampton Widzów: 13448 Sędzia: Tony Spreadbury |

| 10 lutego 200619:45 | Gloucester                                                       | 34:16(13:6) | Leicester Tigers                                              | Kingsholm Stadium, Gloucester Widzów: 12500 Sędzia: Wayne Barnes |
| 10 lutego 200619:45 | James Bailey 5 (P) Ludovic Mercier 19 (2pd 5K) Mark Foster 5 (P) | 34:16(13:6) | Ephraim Taukafa 5 (P) Ian Humphreys 6 (2K) Will Johnson 5 (P) | Kingsholm Stadium, Gloucester Widzów: 12500 Sędzia: Wayne Barnes |
| 10 lutego 200619:45 | Patrice Collazo                                                  | 34:16(13:6) | Ollie Smith                                                   | Kingsholm Stadium, Gloucester Widzów: 12500 Sędzia: Wayne Barnes |

| 10 lutego 200620:00 | Leeds Tykes                                                           | 26:16(17:6) | Bristol                                                      | Headingley Rugby Stadium, Headingley Widzów: 5573 Sędzia: Dave Pearson |
| 10 lutego 200620:00 | David Doherty 5 (P) Nathan Thomas 5 (P) Roland de Marigny 16 (2pd 4K) | 26:16(17:6) | Jason Strange 8 (pd 2K) Lee Robinson 5 (P) Tommy Hayes 3 (K) | Headingley Rugby Stadium, Headingley Widzów: 5573 Sędzia: Dave Pearson |
| 10 lutego 200620:00 | Nathan Budgett                                                        | 26:16(17:6) |                                                              | Headingley Rugby Stadium, Headingley Widzów: 5573 Sędzia: Dave Pearson |

| 11 lutego 200614:00 | Worcester Warriors                                                         | 33:48(23:27) | Sale Sharks | Sixways Stadium, Worcester Widzów: 9726 Sędzia: Tony Spreadbury |
| 11 lutego 200614:00 | Aisea Havili Kaufusi 5 (P) Nicolas le Roux 5 (P) Shane Drahm 23 (P 3pd 4K) | 33:48(23:27) | Andy Titterrell 5 (P) Dean Schofield 5 (P) Oriol Ripol Fortuny 5 (P) Sililo Martens 5 (P) Steve Hanley 5 (P) Valentin Courrent 23 (P 6pd 2K) | Sixways Stadium, Worcester Widzów: 9726 Sędzia: Tony Spreadbury |

| 12 lutego 200615:00 | London Irish                       | 6:9(3:3) | Newcastle Falcons  | Madejski Stadium, Reading Widzów: 9822 Sędzia: Martin Fox |
| 12 lutego 200615:00 | Mike Catt 3 (K) Ross Laidlaw 3 (K) | 6:9(3:3) | Dave Walder 9 (3K) | Madejski Stadium, Reading Widzów: 9822 Sędzia: Martin Fox |

| 12 lutego 200615:00 | London Wasps                                       | 19:19(6:10) | Northampton Saints                        | Adams Park, High Wycombe Widzów: 8143 Sędzia: Rob Debney |
| 12 lutego 200615:00 | Alex King 11 (pd dg 2K) Mark van Gisbergen 8 (P K) | 19:19(6:10) | Bruce Reihana 14 (pd 4K) Jon Clarke 5 (P) | Adams Park, High Wycombe Widzów: 8143 Sędzia: Rob Debney |
| 12 lutego 200615:00 | Carlos Spencer                                     | 19:19(6:10) |                                           | Adams Park, High Wycombe Widzów: 8143 Sędzia: Rob Debney |

| 12 lutego 200615:00 | Saracens                                        | 29:34(3:31) | Bath                                                                                                 | Vicarage Road, Watford Widzów: 6731 Sędzia: Ashley Rowden |
| 12 lutego 200615:00 | Glen Jackson 9 (3pd K) Steffon Armitage 10 (2P) | 29:34(3:31) | Alex Crockett 5 (P) Chris Malone 14 (4pd 2K) David Bory 5 (P) Frikkie Welsh 5 (P) James Hudson 5 (P) | Vicarage Road, Watford Widzów: 6731 Sędzia: Ashley Rowden |
| 12 lutego 200615:00 | David Flatman · Zak Feauʻnati                   | 29:34(3:31) | | Vicarage Road, Watford Widzów: 6731 Sędzia: Ashley Rowden |

| 17 lutego 200619:45 | Leicester Tigers                                                                   | 28:22(16:16) | Worcester Warriors                          | Welford Road, Leicester Widzów: 16815 Sędzia: David Rose |
| 17 lutego 200619:45 | Alesana Tuilagi 5 (P) Andy Goode 13 (2pd 3K) Matt Cornwell 5 (P) Ollie Smith 5 (P) | 28:22(16:16) | Dale Rasmussen 5 (P) Shane Drahm 17 (pd 5K) | Welford Road, Leicester Widzów: 16815 Sędzia: David Rose |
| 17 lutego 200619:45 | Mark Tucker                                                                        | 28:22(16:16) |                                             | Welford Road, Leicester Widzów: 16815 Sędzia: David Rose |

| 17 lutego 200620:00 | Sale Sharks | 35:24(6:10) | Leeds Tykes                                                  | Edgeley Park, Stockport Widzów: 10224 Sędzia: Chris White |
| 17 lutego 200620:00 | Charlie Hodgson 12 (3pd 2K) Chris Mayor 10 (2P) Magnus Lund 5 (P) Richard Wigglesworth 5 (P) Valentin Courrent 3 (K) | 35:24(6:10) | Gordon Ross 14 (P 3pd K) Nathan Thomas 5 (P) Tom Biggs 5 (P) | Edgeley Park, Stockport Widzów: 10224 Sędzia: Chris White |
| 17 lutego 200620:00 | Jordan Crane | 35:24(6:10) |                                                              | Edgeley Park, Stockport Widzów: 10224 Sędzia: Chris White |

| 18 lutego 200614:15 | Bath                                                                            | 28:33(6:26) | London Irish | The Recreation Ground, Bath Widzów: 10600 Sędzia: Sean Davey |
| 18 lutego 200614:15 | Alex Crockett 5 (P) Chris Malone 13 (2pd 3K) Gareth Delve 5 (P) Lee Mears 5 (P) | 28:33(6:26) | Delon Armitage 5 (P) Juan Manuel Leguizamón 5 (P) Riki Flutey 8 (4pd) Sailosi Tagicakibau 5 (P) Topsy Ojo 10 (2P) | The Recreation Ground, Bath Widzów: 10600 Sędzia: Sean Davey |

| 18 lutego 200614:45 | Northampton Saints                                                                                               | 58:17(24:10) | Saracens                                                           | Franklin’s Gardens, Northampton Widzów: 13523 Sędzia: Roy Maybank |
| 18 lutego 200614:45 | Ben Cohen 5 (P) Bruce Reihana 18 (6pd 2K) John Rudd 5 (P) Paul Tupai 5 (P) Sam Harding 5 (P) Sean Lamont 20 (4P) | 58:17(24:10) | Dan Scarbrough 5 (P) Glen Jackson 7 (2pd K) Steffon Armitage 5 (P) | Franklin’s Gardens, Northampton Widzów: 13523 Sędzia: Roy Maybank |

| 19 lutego 200613:30 | Bristol                                | 9:9 | London Wasps                                    | Memorial Stadium, Bristol Widzów: 9028 Sędzia: Ashley Rowden |
| 19 lutego 200613:30 | Jason Strange 3 (K) Tommy Hayes 6 (2K) | 9:9 | Jeremy Staunton 3 (K) Mark van Gisbergen 6 (2K) | Memorial Stadium, Bristol Widzów: 9028 Sędzia: Ashley Rowden |

| 19 lutego 200614:30 | Newcastle Falcons | 9:13(6:7) | Gloucester                                    | Kingston Park, Newcastle upon Tyne Widzów: 7284 Sędzia: Tony Spreadbury |
| 19 lutego 200614:30 | Matt Burke 9 (3K) | 9:13(6:7) | Ludovic Mercier 8 (pd 2K) Terry Fanolua 5 (P) | Kingston Park, Newcastle upon Tyne Widzów: 7284 Sędzia: Tony Spreadbury |

| 24 lutego 200619:45 | Newcastle Falcons                 | 24:16(15:9) | Leicester Tigers                                          | Kingston Park, Newcastle upon Tyne Widzów: 10200 Sędzia: Ashley Rowden |
| 24 lutego 200619:45 | Matt Burke 21 (7K) Tom May 3 (dg) | 24:16(15:9) | Henry Tuilagi 5 (P) Ian Humphreys 9 (3K) Sam Vesty 2 (pd) | Kingston Park, Newcastle upon Tyne Widzów: 10200 Sędzia: Ashley Rowden |
| 24 lutego 200619:45 | Shane Jennings                    | 24:16(15:9) |                                                           | Kingston Park, Newcastle upon Tyne Widzów: 10200 Sędzia: Ashley Rowden |

| 24 lutego 200620:00 | Leeds Tykes                                     | 21:15(15:6) | Worcester Warriors                          | Headingley Rugby Stadium, Headingley Widzów: 3718 Sędzia: Martin Fox |
| 24 lutego 200620:00 | Chris Bell 5 (P) Roland de Marigny 16 (P pd 3K) | 21:15(15:6) | Shane Drahm 12 (dg 3K) Simon Whatling 3 (K) | Headingley Rugby Stadium, Headingley Widzów: 3718 Sędzia: Martin Fox |
| 24 lutego 200620:00 | Siaosi Vaili                                    | 21:15(15:6) |                                             | Headingley Rugby Stadium, Headingley Widzów: 3718 Sędzia: Martin Fox |

| 25 lutego 200612:00 | Gloucester                                                    | 15:18(3:12) | Bath                                                        | Kingsholm Stadium, Gloucester Widzów: 12500 Sędzia: David Rose |
| 25 lutego 200612:00 | James Bailey 5 (P) Ludovic Mercier 5 (pd K) Mark Foster 5 (P) | 15:18(3:12) | Andy Beattie 5 (P) Chris Malone 8 (pd dg K) Lee Mears 5 (P) | Kingsholm Stadium, Gloucester Widzów: 12500 Sędzia: David Rose |

| 26 lutego 200613:00 | London Irish | 30:3(17:3) | Northampton Saints   | Madejski Stadium, Reading Widzów: 9355 Sędzia: Wayne Barnes |
| 26 lutego 200613:00 | David Paice 5 (P) Delon Armitage 5 (P) Mike Catt 3 (dg) Riki Flutey 7 (2pd K) Sailosi Tagicakibau 5 (P) Topsy Ojo 5 (P) | 30:3(17:3) | Carlos Spencer 3 (K) | Madejski Stadium, Reading Widzów: 9355 Sędzia: Wayne Barnes |
| 26 lutego 200613:00 | Topsy Ojo | 30:3(17:3) |                      | Madejski Stadium, Reading Widzów: 9355 Sędzia: Wayne Barnes |

| 26 lutego 200615:00 | London Wasps                                                           | 26:16 | Sale Sharks                                       | Adams Park, High Wycombe Widzów: 10000 Sędzia: Roy Maybank |
| 26 lutego 200615:00 | Mark van Gisbergen 16 (2pd 4K) Richard Birkett 5 (P) Rob Hoadley 5 (P) | 26:16 | Richard Wigglesworth 11 (pd 3K) Robert Todd 5 (P) | Adams Park, High Wycombe Widzów: 10000 Sędzia: Roy Maybank |
| 26 lutego 200615:00 | Ignacio Fernandez Lobbe · Sebastien Chabal                             | 26:16 |                                                   | Adams Park, High Wycombe Widzów: 10000 Sędzia: Roy Maybank |

| 26 lutego 200615:00 | Saracens                                 | 13:19 | Bristol                                         | Vicarage Road, Watford Widzów: 5216 Sędzia: Sean Davey |
| 26 lutego 200615:00 | Ben Russell 5 (P) Glen Jackson 8 (pd 2K) | 13:19 | Jason Strange 14 (pd 4K) Marko Stanojevic 5 (P) | Vicarage Road, Watford Widzów: 5216 Sędzia: Sean Davey |
| 26 lutego 200615:00 | Simon Raiwalui                           | 13:19 | Sam Cox                                         | Vicarage Road, Watford Widzów: 5216 Sędzia: Sean Davey |

| 10 marca 200619:45 | Leicester Tigers                                                               | 26:23(19:6) | Leeds Tykes                                                         | Welford Road, Leicester Widzów: 16815 Sędzia: Chris White |
| 10 marca 200619:45 | James Buckland 5 (P) Ollie Smith 5 (P) Sam Vesty 11 (P 3pd) Will Skinner 5 (P) | 26:23(19:6) | Justin Marshall 5 (P) Roland de Marigny 13 (2pd 3K) Tom Biggs 5 (P) | Welford Road, Leicester Widzów: 16815 Sędzia: Chris White |

| 10 marca 200620:00 | Sale Sharks              | 9:15(9:7) | Saracens                                    | Edgeley Park, Stockport Widzów: 9307 Sędzia: Wayne Barnes |
| 10 marca 200620:00 | Valentin Courrent 9 (3K) | 9:15(9:7) | Ben Johnston 5 (P) Glen Jackson 10 (P pd K) | Edgeley Park, Stockport Widzów: 9307 Sędzia: Wayne Barnes |
| 10 marca 200620:00 | Cobus Visagie            | 9:15(9:7) |                                             | Edgeley Park, Stockport Widzów: 9307 Sędzia: Wayne Barnes |

| 10 marca 200620:00 | Worcester Warriors                                                                        | 37:8(23:8) | London Wasps                         | Sixways Stadium, Worcester Widzów: 9726 Sędzia: Sean Davey |
| 10 marca 200620:00 | Aisea Havili Kaufusi 5 (P) Phil Murphy 5 (P) Shane Drahm 17 (4pd 3K) Thinus Delport 5 (P) | 37:8(23:8) | Jeremy Staunton 3 (K) Tom Rees 5 (P) | Sixways Stadium, Worcester Widzów: 9726 Sędzia: Sean Davey |
| 10 marca 200620:00 | Joe Ward · Paul Sackey                                                                    | 37:8(23:8) |                                      | Sixways Stadium, Worcester Widzów: 9726 Sędzia: Sean Davey |

| 11 marca 200614:15 | Bath                                                       | 20:18(10:3) | Newcastle Falcons                                               | The Recreation Ground, Bath Widzów: 10600 Sędzia: Martin Fox |
| 11 marca 200614:15 | Chris Malone 10 (2pd 2K) Lee Best 5 (P) Salesi Finau 5 (P) | 20:18(10:3) | Anthony Elliott 5 (P) Matt Burke 8 (pd 2K) Ollie Phillips 5 (P) | The Recreation Ground, Bath Widzów: 10600 Sędzia: Martin Fox |
| 11 marca 200614:15 | Nick Walshe                                                | 20:18(10:3) |                                                                 | The Recreation Ground, Bath Widzów: 10600 Sędzia: Martin Fox |

| 11 marca 200615:00 | Northampton Saints                                                              | 21:20(7:7) | Gloucester                                       | Franklin’s Gardens, Northampton Widzów: 13443 Sędzia: Dave Pearson |
| 11 marca 200615:00 | Bruce Reihana 2 (pd) James Pritchard 4 (2pd) Jon Clarke 5 (P) Mark Easter 5 (P) | 21:20(7:7) | Ludovic Mercier 10 (2pd 2K) Peter Richards 5 (P) | Franklin’s Gardens, Northampton Widzów: 13443 Sędzia: Dave Pearson |
| 11 marca 200615:00 | Mark Easter                                                                     | 21:20(7:7) | Peter Buxton                                     | Franklin’s Gardens, Northampton Widzów: 13443 Sędzia: Dave Pearson |

| 12 marca 200613:00 | Bristol                                                        | 20:21(13:7) | London Irish                                                 | Memorial Stadium, Bristol Widzów: 7258 Sędzia: David Rose |
| 12 marca 200613:00 | Geraint Lewis 5 (P) Jason Strange 10 (2pd 2K) Mark Regan 5 (P) | 20:21(13:7) | David Paice 5 (P) Gonzalo Tiesi 5 (P) Riki Flutey 11 (P 3pd) | Memorial Stadium, Bristol Widzów: 7258 Sędzia: David Rose |
| 12 marca 200613:00 | David Paice                                                    | 20:21(13:7) |                                                              | Memorial Stadium, Bristol Widzów: 7258 Sędzia: David Rose |

| 25 marca 200614:15 | Bath                 | 12:19(9:16) | Leicester Tigers                       | The Recreation Ground, Bath Widzów: 10600 Sędzia: Chris White |
| 25 marca 200614:15 | Chris Malone 12 (4K) | 12:19(9:16) | Andy Goode 14 (pd 4K) Leon Lloyd 5 (P) | The Recreation Ground, Bath Widzów: 10600 Sędzia: Chris White |
| 25 marca 200614:15 | Lewis Moody          | 12:19(9:16) |                                        | The Recreation Ground, Bath Widzów: 10600 Sędzia: Chris White |

| 25 marca 200614:45 | London Irish                                                                      | 21:29(15:12) | Sale Sharks                                                           | Madejski Stadium, Reading Widzów: 19884 Sędzia: Sean Davey |
| 25 marca 200614:45 | Delon Armitage 5 (P) Mike Catt 6 (2K) Riki Flutey 5 (P) Sailosi Tagicakibau 5 (P) | 21:29(15:12) | Andy Titterrell 5 (P) Charlie Hodgson 14 (pd 4K) Steve Hanley 10 (2P) | Madejski Stadium, Reading Widzów: 19884 Sędzia: Sean Davey |

| 25 marca 200615:00 | Gloucester                                                              | 15:20(10:3) | Bristol                                                      | Kingsholm Stadium, Gloucester Widzów: 11517 Sędzia: Wayne Barnes |
| 25 marca 200615:00 | Anthony Allen 5 (P) James Simpson-Daniel 5 (P) Ludovic Mercier 5 (pd K) | 15:20(10:3) | Brian Lima 5 (P) Jason Strange 10 (2pd 2K) Shaun Perry 5 (P) | Kingsholm Stadium, Gloucester Widzów: 11517 Sędzia: Wayne Barnes |
| 25 marca 200615:00 | Terry Sigley                                                            | 15:20(10:3) | Mark Regan                                                   | Kingsholm Stadium, Gloucester Widzów: 11517 Sędzia: Wayne Barnes |

| 26 marca 200614:30 | Newcastle Falcons                                          | 13:32(8:20) | Northampton Saints                                                                                               | Kingston Park, Newcastle upon Tyne Widzów: 7364 Sędzia: Tony Spreadbury |
| 26 marca 200614:30 | Anthony Elliott 5 (P) Dave Walder 3 (K) Owen Finegan 5 (P) | 13:32(8:20) | Ben Cohen 5 (P) Bruce Reihana 7 (2pd K) Carlos Spencer 5 (P) Darren Fox 5 (P) Jon Clarke 5 (P) Pat Barnard 5 (P) | Kingston Park, Newcastle upon Tyne Widzów: 7364 Sędzia: Tony Spreadbury |

| 26 marca 200615:00 | London Wasps                                                      | 28:0(14:0) | Leeds Tykes                   | Adams Park, High Wycombe Widzów: 8186 Sędzia: Ashley Rowden |
| 26 marca 200615:00 | Mark van Gisbergen 13 (P 4pd) Paul Sackey 5 (P) Tom Voyce 10 (2P) | 28:0(14:0) |                               | Adams Park, High Wycombe Widzów: 8186 Sędzia: Ashley Rowden |
| 26 marca 200615:00 | Simon Shaw                                                        | 28:0(14:0) | Richard Parks · Richard Parks | Adams Park, High Wycombe Widzów: 8186 Sędzia: Ashley Rowden |

| 26 marca 200615:00 | Saracens | 29:15(15:3) | Worcester Warriors                                                 | Vicarage Road, Watford Widzów: 6011 Sędzia: Dave Pearson |
| 26 marca 200615:00 | Dan Scarbrough 5 (P) Glen Jackson 9 (3pd K) Mark Bartholomeusz 5 (P) Moses Rauluni 5 (P) Tevita Vaikona 5 (P) | 29:15(15:3) | Aisea Havili Kaufusi 5 (P) Shane Drahm 5 (pd K) Siaosi Vaili 5 (P) | Vicarage Road, Watford Widzów: 6011 Sędzia: Dave Pearson |
| 26 marca 200615:00 | Dan Scarbrough                                                                                                | 29:15(15:3) |                                                                    | Vicarage Road, Watford Widzów: 6011 Sędzia: Dave Pearson |

| 7 kwietnia 200620:00 | Leeds Tykes                                          | 13:17(8:10) | Saracens                                           | Headingley Rugby Stadium, Headingley Widzów: 4899 Sędzia: Tony Spreadbury |
| 7 kwietnia 200620:00 | Gordon Ross 3 (K) Iain Balshaw 5 (P) Tom Biggs 5 (P) | 13:17(8:10) | Glen Jackson 12 (P 2pd K) Mark Bartholomeusz 5 (P) | Headingley Rugby Stadium, Headingley Widzów: 4899 Sędzia: Tony Spreadbury |

| 8 kwietnia 200613:45 | Sale Sharks                                                              | 18:15(3:12) | Gloucester        | Edgeley Park, Stockport Widzów: 10140 Sędzia: Dave Pearson |
| 8 kwietnia 200613:45 | Charlie Hodgson 12 (4K) Jason Robinson 3 (dg) Richard Wigglesworth 3 (K) | 18:15(3:12) | Ryan Lamb 15 (5K) | Edgeley Park, Stockport Widzów: 10140 Sędzia: Dave Pearson |
| 8 kwietnia 200613:45 | Gary Powell · Mike Tindall                                               | 18:15(3:12) |                   | Edgeley Park, Stockport Widzów: 10140 Sędzia: Dave Pearson |

| 8 kwietnia 200614:00 | Worcester Warriors                          | 10:12(7:10) | London Irish                                               | Sixways Stadium, Worcester Widzów: 9726 Sędzia: Wayne Barnes |
| 8 kwietnia 200614:00 | Shane Drahm 5 (pd K) Thinus Delport 10 (2P) | 10:12(7:10) | Kieran Roche 5 (P) Riki Flutey 2 (pd) Shane Geraghty 5 (P) | Sixways Stadium, Worcester Widzów: 9726 Sędzia: Wayne Barnes |
| 8 kwietnia 200614:00 | Thinus Delport · Thinus Delport             | 10:12(7:10) | Riki Flutey                                                | Sixways Stadium, Worcester Widzów: 9726 Sędzia: Wayne Barnes |

| 8 kwietnia 200615:00 | Northampton Saints                                          | 24:21(14:5) | Bath                                                         | Franklin’s Gardens, Northampton Widzów: 13454 Sędzia: David Rose |
| 8 kwietnia 200615:00 | Ben Cohen 5 (P) Bruce Reihana 14 (2P 2pd) Mark Easter 5 (P) | 24:21(14:5) | Joe Maddock 5 (P) Olly Barkley 11 (pd 3K) Salesi Finau 5 (P) | Franklin’s Gardens, Northampton Widzów: 13454 Sędzia: David Rose |

| 9 kwietnia 200615:00 | Bristol                                      | 23:7(13:7) | Newcastle Falcons                  | Memorial Stadium, Bristol Widzów: 9237 Sędzia: Chris White |
| 9 kwietnia 200615:00 | David Lemi 10 (2P) Jason Strange 13 (2pd 3K) | 23:7(13:7) | Matt Burke 5 (P) Toby Flood 2 (pd) | Memorial Stadium, Bristol Widzów: 9237 Sędzia: Chris White |

| 14 kwietnia 200619:45 | Northampton Saints                           | 19:24(13:14) | Leicester Tigers                                                                 | Franklin’s Gardens, Northampton Widzów: 13493 Sędzia: Tony Spreadbury |
| 14 kwietnia 200619:45 | Bruce Reihana 14 (pd 4K) Daniel Browne 5 (P) | 19:24(13:14) | Alesana Tuilagi 5 (P) Andy Goode 2 (pd) Sam Vesty 7 (2pd K) Tom Varndell 10 (2P) | Franklin’s Gardens, Northampton Widzów: 13493 Sędzia: Tony Spreadbury |
| 14 kwietnia 200619:45 | Carlos Spencer                               | 19:24(13:14) | Graham Rowntree · Michael Holford                                                | Franklin’s Gardens, Northampton Widzów: 13493 Sędzia: Tony Spreadbury |

| 15 kwietnia 200615:00 | Gloucester                                                                          | 27:16(11:3) | Worcester Warriors                          | Kingsholm Stadium, Gloucester Widzów: 12500 Sędzia: David Rose |
| 15 kwietnia 200615:00 | James Simpson-Daniel 5 (P) Mark Foster 10 (2P) Mike Tindall 6 (2K) Ryan Lamb 6 (2K) | 27:16(11:3) | Andy Gomarsall 5 (P) Shane Drahm 11 (pd 3K) | Kingsholm Stadium, Gloucester Widzów: 12500 Sędzia: David Rose |
| 15 kwietnia 200615:00 | Ryan Lamb                                                                           | 27:16(11:3) | Shane Drahm                                 | Kingsholm Stadium, Gloucester Widzów: 12500 Sędzia: David Rose |

| 15 kwietnia 200615:00 | London Irish                                                                       | 28:24(15:5) | Leeds Tykes | Madejski Stadium, Reading Widzów: 8320 Sędzia: Chris White |
| 15 kwietnia 200615:00 | Declan Danaher 5 (P) Delon Armitage 5 (P) Nils Mordt 5 (P) Riki Flutey 13 (2pd 3K) | 28:24(15:5) | Chris Bell 5 (P) Gordon Ross 2 (pd) Justin Marshall 5 (P) Nathan Thomas 5 (P) Roland de Marigny 2 (pd) Tom Biggs 5 (P) | Madejski Stadium, Reading Widzów: 8320 Sędzia: Chris White |
| 15 kwietnia 200615:00 | Olivier Magne                                                                      | 28:24(15:5) | Stuart Hooper · Stuart Hooper                                                                                          | Madejski Stadium, Reading Widzów: 8320 Sędzia: Chris White |

| 15 kwietnia 200617:15 | Bath                                                                              | 31:16(31:6) | Bristol                                   | The Recreation Ground, Bath Widzów: 10600 Sędzia: Dave Pearson |
| 15 kwietnia 200617:15 | Andy Beattie 5 (P) Joe Maddock 5 (P) Olly Barkley 16 (2pd 4K) Zak Feauʻnati 5 (P) | 31:16(31:6) | David Lemi 5 (P) Jason Strange 11 (pd 3K) | The Recreation Ground, Bath Widzów: 10600 Sędzia: Dave Pearson |
| 15 kwietnia 200617:15 | Danny Grewcock                                                                    | 31:16(31:6) | Darren Crompton · Roy Winters             | The Recreation Ground, Bath Widzów: 10600 Sędzia: Dave Pearson |

| 16 kwietnia 200614:30 | Newcastle Falcons                                                          | 32:21(13:16) | Sale Sharks                                                                                               | Kingston Park, Newcastle upon Tyne Widzów: 9018 Sędzia: Sean Davey |
| 16 kwietnia 200614:30 | Andy Long 5 (P) Geoff Parling 5 (P) Matt Burke 12 (3pd 2K) Tom May 10 (2P) | 32:21(13:16) | Ignacio Fernandez Lobbe 5 (P) Jason Robinson 3 (dg) Oriol Ripol Fortuny 5 (P) Valentin Courrent 8 (pd 2K) | Kingston Park, Newcastle upon Tyne Widzów: 9018 Sędzia: Sean Davey |
| 16 kwietnia 200614:30 | Micky Ward                                                                 | 32:21(13:16) | Eifion Lewis-Roberts · Sililo Martens                                                                     | Kingston Park, Newcastle upon Tyne Widzów: 9018 Sędzia: Sean Davey |

| 16 kwietnia 200615:00 | Saracens                                        | 13:12(6:9) | London Wasps               | Vicarage Road, Watford Widzów: 10391 Sędzia: Martin Fox |
| 16 kwietnia 200615:00 | Glen Jackson 8 (pd 2K) Thomas Castaignede 5 (P) | 13:12(6:9) | Mark van Gisbergen 12 (4K) | Vicarage Road, Watford Widzów: 10391 Sędzia: Martin Fox |

| 22 kwietnia 200614:30 | Leicester Tigers                         | 20:19(20:12) | London Wasps                                                           | Welford Road, Leicester Widzów: 16815 Sędzia: Dave Pearson |
| 22 kwietnia 200614:30 | Andy Goode 5 (pd K) Tom Varndell 15 (3P) | 20:19(20:12) | Jeremy Staunton 3 (dg) Mark van Gisbergen 11 (pd 3K) Paul Sackey 5 (P) | Welford Road, Leicester Widzów: 16815 Sędzia: Dave Pearson |

| 28 kwietnia 200619:45 | Saracens             | 12:13(9:7) | Leicester Tigers                        | Vicarage Road, Watford Widzów: 9828 Sędzia: Chris White |
| 28 kwietnia 200619:45 | Glen Jackson 12 (4K) | 12:13(9:7) | Andy Goode 8 (pd 2K) Tom Varndell 5 (P) | Vicarage Road, Watford Widzów: 9828 Sędzia: Chris White |

| 28 kwietnia 200620:00 | Sale Sharks                                                                        | 38:12(9:7) | Bath                                     | Edgeley Park, Stockport Widzów: 10641 Sędzia: Wayne Barnes |
| 28 kwietnia 200620:00 | Charlie Hodgson 23 (P 3pd 4K) Chris Jones 5 (P) Chris Mayor 5 (P) Mark Cueto 5 (P) | 38:12(9:7) | Chris Malone 7 (P pd) James Hudson 5 (P) | Edgeley Park, Stockport Widzów: 10641 Sędzia: Wayne Barnes |

| 29 kwietnia 200614:00 | Worcester Warriors | 35:27(25:7) | Newcastle Falcons                                                        | Sixways Stadium, Worcester Widzów: 9726 Sędzia: Ashley Rowden |
| 29 kwietnia 200614:00 | Gary Trueman 5 (P) James Brown 5 (pd K) Kai Horstmann 5 (P) Nick Runciman 5 (P) Pat Sanderson 5 (P) Shane Drahm 10 (2pd 2K) | 35:27(25:7) | Matt Burke 12 (2P pd) Mike McCarthy 5 (P) Toby Flood 5 (P) Tom May 5 (P) | Sixways Stadium, Worcester Widzów: 9726 Sędzia: Ashley Rowden |
| 29 kwietnia 200614:00 | Nick Runciman | 35:27(25:7) | Andy Perry · Mathew Tait                                                 | Sixways Stadium, Worcester Widzów: 9726 Sędzia: Ashley Rowden |

| 30 kwietnia 200614:30 | Leeds Tykes                        | 7:31(7:10) | Gloucester                                                                                                | Headingley Rugby Stadium, Headingley Widzów: 4452 Sędzia: Sean Davey |
| 30 kwietnia 200614:30 | Gordon Ross 2 (pd) Tom Biggs 5 (P) | 7:31(7:10) | Andy Hazell 5 (P) James Simpson-Daniel 5 (P) Mike Tindall 5 (P) Peter Richards 5 (P) Ryan Lamb 11 (4pd K) | Headingley Rugby Stadium, Headingley Widzów: 4452 Sędzia: Sean Davey |
| 30 kwietnia 200614:30 | Alex Brown                         | 7:31(7:10) | | Headingley Rugby Stadium, Headingley Widzów: 4452 Sędzia: Sean Davey |

| 30 kwietnia 200615:00 | Bristol                                         | 16:19(13:0) | Northampton Saints                                                           | Memorial Stadium, Bristol Widzów: 9862 Sędzia: Wayne Barnes |
| 30 kwietnia 200615:00 | Jason Strange 11 (pd 3K) Marko Stanojevic 5 (P) | 16:19(13:0) | Ben Cohen 5 (P) Bruce Reihana 4 (2pd) Sean Lamont 5 (P) Steve Thompson 5 (P) | Memorial Stadium, Bristol Widzów: 9862 Sędzia: Wayne Barnes |
| 30 kwietnia 200615:00 | Neil Clark                                      | 16:19(13:0) | Sam Harding                                                                  | Memorial Stadium, Bristol Widzów: 9862 Sędzia: Wayne Barnes |

| 30 kwietnia 200618:00 | London Wasps                                                                               | 37:56(29:29) | London Irish | Adams Park, High Wycombe Widzów: 10000 Sędzia: Tony Spreadbury |
| 30 kwietnia 200618:00 | Ayoola Erinle 5 (P) Jeremy Staunton 5 (P) Mark van Gisbergen 12 (3pd 2K) Tom Voyce 15 (3P) | 37:56(29:29) | Bob Casey 5 (P) Delon Armitage 5 (P) Dom Feauʻnati 5 (P) Mike Catt 13 (P 4pd) Riki Flutey 13 (2P K) Sailosi Tagicakibau 5 (P) Topsy Ojo 10 (2P) | Adams Park, High Wycombe Widzów: 10000 Sędzia: Tony Spreadbury |
| 30 kwietnia 200618:00 | David Paice                                                                                | 37:56(29:29) | | Adams Park, High Wycombe Widzów: 10000 Sędzia: Tony Spreadbury |

| 6 maja 200615:00 | Bath | 25:22(8:10) | Worcester Warriors                                                               | The Recreation Ground, Bath Widzów: 10400 Sędzia: David Rose |
| 6 maja 200615:00 | Chris Malone 5 (pd K) Joe Maddock 5 (P) Michael Stephenson 5 (P) Taufaʻao Filise 5 (P) Zak Feauʻnati 5 (P) | 25:22(8:10) | Dale Rasmussen 5 (P) James Brown 2 (pd) Thomas Lombard 10 (2P) Tom Harding 5 (P) | The Recreation Ground, Bath Widzów: 10400 Sędzia: David Rose |

| 6 maja 200615:00 | Gloucester                                                       | 32:37(8:20) | London Wasps                                                           | Kingsholm Stadium, Gloucester Widzów: 12500 Sędzia: Tony Spreadbury |
| 6 maja 200615:00 | Anthony Allen 10 (2P) James Bailey 5 (P) Ryan Lamb 17 (P 3pd 2K) | 32:37(8:20) | Joe Worsley 10 (2P) Mark van Gisbergen 22 (P 4pd 3K) Paul Sackey 5 (P) | Kingsholm Stadium, Gloucester Widzów: 12500 Sędzia: Tony Spreadbury |
| 6 maja 200615:00 | Joe Worsley                                                      | 32:37(8:20) |                                                                        | Kingsholm Stadium, Gloucester Widzów: 12500 Sędzia: Tony Spreadbury |

| 6 maja 200615:00 | Leicester Tigers | 32:3(13:3) | Bristol             | Welford Road, Leicester Widzów: 16815 Sędzia: Ashley Rowden |
| 6 maja 200615:00 | Alesana Tuilagi 5 (P) Andy Goode 2 (pd) Geordan Murphy 3 (K) George Chuter 10 (2P) Michael Holford 5 (P) Sam Vesty 2 (pd) Tom Varndell 5 (P) | 32:3(13:3) | Jason Strange 3 (K) | Welford Road, Leicester Widzów: 16815 Sędzia: Ashley Rowden |
| 6 maja 200615:00 | Geraint Lewis | 32:3(13:3) |                     | Welford Road, Leicester Widzów: 16815 Sędzia: Ashley Rowden |

| 6 maja 200615:00 | London Irish                                                                       | 30:18(22:13) | Saracens                                                         | Madejski Stadium, Reading Widzów: 11352 Sędzia: Sean Davey |
| 6 maja 200615:00 | Barry Everitt 3 (K) Delon Armitage 10 (2P) Riki Flutey 7 (2pd K) Topsy Ojo 10 (2P) | 30:18(22:13) | Dan Harris 5 (P) Glen Jackson 8 (pd 2K) Thomas Castaignede 5 (P) | Madejski Stadium, Reading Widzów: 11352 Sędzia: Sean Davey |
| 6 maja 200615:00 | Juan Manuel Leguizamón · Nick Kennedy                                              | 30:18(22:13) | Simon Raiwalui · Tom Ryder                                       | Madejski Stadium, Reading Widzów: 11352 Sędzia: Sean Davey |

| 6 maja 200615:00 | Newcastle Falcons | 54:19(35:0) | Leeds Tykes                                                                  | Kingston Park, Newcastle upon Tyne Widzów: 8084 Sędzia: Andrew Small |
| 6 maja 200615:00 | Anthony Elliott 17 (3P pd) Ben Woods 5 (P) Jonny Wilkinson 12 (6pd) Mathew Tait 5 (P) Mike McCarthy 5 (P) Ollie Phillips 5 (P) Tom May 5 (P) | 54:19(35:0) | Chris Murphy 5 (P) Danny Care 5 (P) Gordon Ross 4 (2pd) James Isaacson 5 (P) | Kingston Park, Newcastle upon Tyne Widzów: 8084 Sędzia: Andrew Small |

| 6 maja 200615:00 | Northampton Saints                                                                                      | 34:36(3:19) | Sale Sharks | Franklin’s Gardens, Northampton Widzów: 13577 Sędzia: Martin Fox |
| 6 maja 200615:00 | Ben Cohen 5 (P) Bruce Reihana 14 (P 3pd K) Carlos Spencer 5 (P) Daniel Browne 5 (P) David Quinlan 5 (P) | 34:36(3:19) | Ben Foden 5 (P) Charlie Hodgson 4 (2pd) Ignacio Fernandez Lobbe 5 (P) Oriol Ripol Fortuny 5 (P) Steve Hanley 5 (P) Valentin Courrent 12 (P 2pd K) | Franklin’s Gardens, Northampton Widzów: 13577 Sędzia: Martin Fox |
| 6 maja 200615:00 | Jason Robinson                                                                                          | 34:36(3:19) | | Franklin’s Gardens, Northampton Widzów: 13577 Sędzia: Martin Fox |

## Faza pucharowa
|  |                  |                  |                  |                  |    |             |             |       |
|  | Półfinał         | Półfinał         | Półfinał         |                  |    | Finał       | Finał       | Finał |
|  | Półfinał         | Półfinał         | Półfinał         |                  |    | Finał       | Finał       | Finał |
|  | 14 maja 2006     |                  |                  |                  |    |             |             |       |
|  |                  |                  |                  |                  |    |             |             |       |
|  | Sale Sharks      | Sale Sharks      | 22               |                  |    |             |             |       |
|  | Sale Sharks      | Sale Sharks      | 22               | 27 maja 2006     |    |             |             |       |
|  | London Wasps     | London Wasps     | 12               |                  |    |             |             |       |
|  | London Wasps     | London Wasps     | 12               |                  |    | Sale Sharks | Sale Sharks | 45    |
|  | 14 maja 2006     |                  |                  |                  |    | Sale Sharks | Sale Sharks | 45    |
|  |                  |                  | Leicester Tigers | Leicester Tigers | 20 |             |             |       |
|  | Leicester Tigers | Leicester Tigers | Leicester Tigers | Leicester Tigers | 20 | 40          |             |       |
|  | Leicester Tigers | Leicester Tigers |                  |                  |    |             |             |       |
|  | London Irish     | London Irish     | 8                |                  |    |             |             |       |
|  | London Irish     | London Irish     | 8                |                  |    |             |             |       |

| 14 maja 200613:30 | Sale Sharks                                     | 22:12(16:3) | London Wasps               | Edgeley Park, Stockport Widzów: 10641 Sędzia: Chris White |
| 14 maja 200613:30 | Charlie Hodgson 17 (pd 5K) Jason Robinson 5 (P) | 22:12(16:3) | Mark van Gisbergen 12 (4K) | Edgeley Park, Stockport Widzów: 10641 Sędzia: Chris White |

| 14 maja 200616:00 | Leicester Tigers                                                                                       | 40:8(20:5) | London Irish                         | Welford Road, Leicester Widzów: 14069 Sędzia: Dave Pearson |
| 14 maja 200616:00 | Alesana Tuilagi 5 (P) Andy Goode 15 (3pd 3K) Geordan Murphy 5 (P) Harry Ellis 5 (P) Leon Lloyd 10 (2P) | 40:8(20:5) | Mike Catt 3 (dg) Olivier Magne 5 (P) | Welford Road, Leicester Widzów: 14069 Sędzia: Dave Pearson |
| 14 maja 200616:00 | Ben Kay                                                                                                | 40:8(20:5) | Paul Hodgson                         | Welford Road, Leicester Widzów: 14069 Sędzia: Dave Pearson |

| 27 maja 200615:00 | Sale Sharks | 45:20(23:10) | Leicester Tigers                                            | Twickenham Stadium Londyn Widzów: 58000 Sędzia: Dave Pearson |
| 27 maja 200615:00 | Charlie Hodgson 23 (pd dg 6K) Chris Mayor 5 (P) Magnus Lund 5 (P) Mark Cueto 5 (P) Oriol Ripol Fortuny 5 (P) Valentin Courrent 2 (pd) | 45:20(23:10) | Andy Goode 10 (2pd 2K) Jim Hamilton 5 (P) Lewis Moody 5 (P) | Twickenham Stadium Londyn Widzów: 58000 Sędzia: Dave Pearson |